# Archidiecezja Lubumbashi
Archidiecezja Lubumbashi – diecezja rzymskokatolicka w Demokratycznej Republice Konga. Powstała w 1910 jako prefektura apostolska Katangi. W 1932 promowana do rangi wikariatu apostolskiego. W 1959 podniesiona do rangi archidiecezji Elisabethville. Pod obecną nazwą od 1966.

## Biskupi diecezjalni
- Metropolici Lubumbashi
  - Abp Fulgence Muteba (od 2021)
  - Abp Jean-Pierre Tafunga (2010 – 2021)
  - Abp Floribert Songasonga (1998 – 2010)
  - Abp Eugène Kabanga Songasonga (1967 – 1998)
  - Abp José Floriberto Cornelis, O.S.B. (1959 – 1967)
- Wikariusze apostolscy Katangi
  - Abp José Floriberto Cornelis, O.S.B. (1958– 1959)
  - Bp Jean-Félix de Hemptinne, O.S.B. (1910 – 1958)